# KK Budućnost Podgorica
El KK Budućnost Podgorica (Cirílico: КК Будућност Подгорица), también conocido como KK Budućnost VOLI Podgorica por motivos de patrocinio, es un club de baloncesto profesional de la ciudad de Podgorica, que milita en la Erste Liga, la máxima categoría del baloncesto montenegrino, en la ABA Liga y en la Eurocup, la segunda máxima competición de baloncesto a nivel continental. Disputa sus partidos en el Centro Deportivo Morača, con capacidad para 4,570 espectadores. 
Parte de la sociedad deportiva Budućnost Podgorica, es el club más laureado de Montenegro, ya que desde la independencia del país en 2006, ha ganado la liga en once ocasiones (todas salvo la 2017-18) y otras once copas, perdiendo la de 2013.

## Historia
El club fue fundado en 1949, ya que la sociedad deportiva Budućnost Podgorica decidió formar el equipo de baloncesto masculino. Budućnost participó en su primera competición en junio de 1949, en el tercer Campeonato de Montenegro. El campeonato se llevó a cabo en Cetiña y además de Budućnost, participaron otros tres equipos montenegrinos. El primer éxito llegó dos años más tarde - en 1951, cuando Budućnost fue el campeón del primer Campeonato de las Ciudades, que se celebró en Herceg Novi.
En 1957, se construyó una nueva cancha de baloncesto al aire libre en el parque de la ciudad, al margen izquierdo del Río Morača.
Budućnost fue por primera vez Campeón de Montenegro en 1958. El campeonato se disputó en 3 zonas, y mucho más equipos participaron en esta ocasión. Los jugadores que lo consiguieron fueron: Martinović, Pavlovic, Vujović, Đukić, Golubović, Lekić, Belada, Đurišić, Tamindžić y Vukčević. Gracias a ello, el Buducnost tuvo la oportunidad de jugar la clasificación para la Primera Liga. Las clasificaciones no se llevaron a cabo, debido a la decisión de la Federación Yugoslava de Baloncesto de que el KK Zastava de Kragujevac debía jugar en la Primera Liga, sin disputar ningún partido de clasificación.
En 1960, Budućnost fue Campeón de Montenegro por segunda vez. Las clasificaciones para la Primera Liga se jugaron en Podgorica, participando los equipos de Dinamo Pančevo y KK Rabotnički. Dinamo se clasificó para la Primera Liga.
Budućnost dominó en Montenegro durante el año 1961. Debido a problemas financieros, los campeonatos se redujeron a un torneo jugado en Podgorica, ganando fácilmente el equipo local todos sus partidos.
Budućnost tuvo que esperar hasta 1969 para tener un nuevo éxito. Ese año el equipo logró ganar dos trofeos. En la Liga de la República, Budućnost fue el ganador y de nuevo se convirtió en campeón de Montenegro. Budućnost jugó las clasificaciones para la Segunda Liga Grupo Este  una vez más, pero debido al auge de los equipos de Serbia y Macedonia, no pudo clasificarse. El equipo también ganó el Campeonato de las Ciudades, por tercera vez en su historia.
El año 1970 fue un punto de inflexión para el baloncesto en Montenegro. Los campeonatos se jugaron en una única liga por primera vez en la historia, sin ninguna zona. Budućnost se convirtió otra vez en campeón de Montenegro. El club logró repetir el mismo éxito al siguiente año, y se convirtió en el campeón de Montenegro, por segunda vez consecutiva (sexta en la historia). Ese mismo año, el equipo finalmente logró clasificarse para la Segunda Liga. Las clasificaciones se llevaron a cabo en Podgorica. Desafortunadamente, Budućnost solo consiguió jugar un año en la Segunda Liga (1971-1972).
En 1973, el campeón de Montenegro se determinó en un partido de desempate entre Budućnost y KK Jedinstvo Bijelo Polje, porque ambos equipos tenían el mismo número de puntos al final de la temporada. El partido se jugó en cancha neutral y Budućnost demostró que aún era el mejor. Ambos clubes participaron en las clasificaciones para la Segunda Liga, pero tampoco lograron clasificarse. El torneo se jugó en Skopie. Al año siguiente, Budućnost solo perdió un partido en la Liga de Montenegro, y se convirtió en el campeón de Montenegro una vez más. Ese mismo año, se dispùtó el torneo de las Repúblicas. Los jugadores de Buducnost que participaron con la selección de baloncesto de Montenegro fueron: Blažević, Begović, Pavićević y Popovic. El equipo logró clasificarse ese año para la Segunda Liga Grupo Sur.
Como no había un pabellón adecuado en Titograd, Budućnost se vio obligado a jugar sus partidos de la Segunda Liga (temporada 1974-75) fuera de su ciudad. Budućnost fue de lejos el mejor equipo del Grupo Sur - 11 victorias y tan solo 3 derrotas. Ese año, se fusionaron los clubes de Akademik y Buducnost, por lo que el equipo ahora tenía los mejores jugadores del Akademik. El equipo de ese año fue: Begović, Brajović, Blažević, Šćepanović, Latkovic, Đurašković, I. Popovic, M. Popovic, Vukićević, Leković, Šarkić, Pavićević, Kazic y Martinović, entrenados por Petar Blažević. El éxito más importante del equipo fue en la Copa Yugoslava de Baloncesto, donde se clasificaron para el Last-16.
En la temporada 1975-76, la Segunda Liga fue dominada una vez más por Budućnost. Al final de la temporada regular, Budućnost estaba igualado con el equipo de Buducnost Pec, con 13 victorias y 5 derrotas. En el desempate, que tuvo lugar en Belgrado, el equipo de Podgorica fue mucho mejor y ganó. Los nuevos jugadores de esa temporada fueron Garić y Begović.
Al siguiente año, el equipo quedó igualado con el KK Kumanovo, perdiendo Budućnost en el partido de desempate. En la temporada 1977-78, Budućnost se clasificó para los cuartos de final de la Copa Yugoslava de Baloncesto, siendo derrotados por el Bosna Sarajevo. Ese mismo año, el equipo ganó la Copa de Montenegro.

### Ascenso a la Primera División
La temporada 1979-80 fue muy importante en la historia del club. Budućnost fue campeón de la Segunda Liga y se clasificó automáticamente para la Liga Yugoslava de Baloncesto. La plantilla que consiguió el ascenso está compuesta por: Antić, Dragan Ivanovic, Duško Ivanović, Vukićević, Sutulović, Vukosavljević, Petrovic, Djurovic, Bojanić, Garić, Rakočević, Nesević y Dragović. El equipo fue dirigido por Rusmir Halilović. Como locales, el equipo tuvo que jugar sus partidos en Danilovgrad.

### Debut en la Liga Yugoslava de Baloncesto
El ascenso de Budućnost a la Liga Yugoslava de Baloncesto hizo que aumentará la popularidad de los partidos de baloncesto en Titograd en el verano de 1980. La Liga Yugoslava de Baloncesto volvía tenía un equipo montenegrino tras 15 años. Poco antes del debut en la Liga Yugoslava de Baloncesto, se inauguró el Centro Deportivo Morača y el equipo jugó todos sus partidos oficiales allí.
En su debut en la Liga Yugoslava de Baloncesto, el equipo logró un gran puesto, ya que finalizó 8º con un récord de 9-13. El equipo de ese año fue: Dragan y Duško Ivanović, Antić, Knežević, Kovačević, Rakočević, Goran y Milorad Bojanić, Garić, Petrovic, Milatovic. El entrenador fue Čedomir Đurašković.
Al año siguiente, el equipo logró clasificarse para los play-offs de cuartos de final, tras vencer a la Jugoplastika Split en tres partidos. En los cuartos de final, el equipo se enfrentó al Estrella Roja, que ganó los dos partidos en Belgrado, mientras que Budućnost venció en Titograd.

### 3º en la Liga Yugoslava de Baloncesto y clasificación para Europa
Durante sus cinco años en la élite, Budućnost luchó mucho para permanecer en la Liga Yugoslava de Baloncesto, rozó peligrosamente el descenso varias veces, pero consiguió salvarse. Un gran éxito tuvo lugar en la temporada 1985-86, su sexta en la máxima categoría, a pesar de que en el verano de 1985, el objetivo primordial de Budućnost era salvarse. El entrenador Vlade Djurovic se fue a la siguiente temporada al KK Zadar. Los pilares del equipo fueron - Goran Bojanić de 26 años de edad, Žarko Đurišić de 24 años de edad y el veterano Goran Rakočević, dejando que salieran del club jugadores jóvenes con mucho talento como Zdravko Radulovic de 18 años de edad, traspasado al Bosna Sarajevo, Saša Radunović, de 21 años de edad, que aceptó una oferta de la Universidad Estatal de Wichita y Luka Pavićević, de 17 años de edad, que hizo lo mismo con la Universidad de Utah.
A pesar de todas las dificultades, el nuevo entrenador Milutin Petrović, junto con una plantilla que formaban los hermanos Ivanović, Nikola Antić, jóvenes talentos como Žarko Paspalj, Milatović, Jadran Vujačić y Veselin Šćepanović, llevaron al equipo a acabar la temporada con un balance de 13 victorias y 9 derrotas, quedando terceros de la Liga Yugoslava de Baloncesto. Gracias a esto, se clasificaron para la Copa Korać, siendo la primera participación del club en una competición europea.

### Debut en Europa
En su debut en Europa, Budućnost tuvo un balance de 3 victorias y 5 derrotas. Comenzó la competición en primera ronda, jugando a doble partido contra el Karşıyaka Spor Kulübü y ganando los dos partidos. Tras pasar de ronda, quedó encuadrado en la fase de grupos con el Juvecaserta Basket, el Club Baloncesto Estudiantes y el Vendée Challans Basket. De los seis partidos en la fase de grupos, Budućnost consiguió solo una única victoria, lo que significó la eliminación de la Copa Korać.
Después de años de éxitos, Budućnost descendió en la temporada 1987-88. Sin embargo, al año siguiente Budućnost ascendió y ya nunca perdió su lugar en Liga Yugoslava de Baloncesto.
En la temporada 1995-96, Budućnost ganó por primera vez la Copa Yugoslava de Baloncesto. En la fase final del torneo, que tuvo lugar en Nikšić, Budućnost derrotó al BFC Beočin y al KK Partizan. Plantilla: Šćepanović, Pajović, Tomović, Đaletić, Mudreša, P. Popović, A. Ivanović, Đikanović, Darko Ivanović, Simović, Vukčević y Mugoša. El entrenador fue Živko Brajović.
Ganaron por segunda vez la Copa Yugoslava de Baloncesto en la temporada 1997-98, también en Nikšić. En la fase final del torneo, Budućnost fue mejor que el KK Partizan y el KK Beobanka. Plantilla: Šćepanović, Pajović, Krivokapić, Vukčević, Ostojić, A. Ivanović, M. Ivanović, Ceranić, S. Peković, Radunović y Dragutinović. El equipo fue dirigido por Goran Bojanić.

### Grandes años (1998-2002)
Después de las dos victorias en la Copa Yugoslava de Baloncesto, Budućnost ganó durante tres años consecutivos la Liga Yugoslava de Baloncesto. La primera liga fue en la temporada 1998-99, en la que el club tuvo un gran éxito en la competición europea. Budućnost llegó a la semifinal de la Copa Saporta. Plantilla: Vlado Šćepanović, Gavrilo Pajović, Goran Boskovic, Dejan Radonjić, Đuro Ostojić, Blagota Sekulić, Dragan Vukčević, Saša Radunović, Dragan Ceranic, Nikola Bulatovic, Balsa Radunović y Zeljko Topalović. El equipo fue dirigido por Miroslav Nikolić.
Budućnost ganó su segundo título consecutivo sin perder ningún partido (tanto en la temporada regular como en los play-offs) - sumando un total de 27 victorias. En la temporada 1999-2000, Budućnost participó por primera vez en la Euroliga. Debido a las sanciones de la ONU a Serbia y Montenegro, Budućnost tuvo que jugar sus partido como local lejos de Podgorica (en Sarajevo y Budapest), pero aun así lograron clasificarse para el Top 16. Plantilla: Vlado Šćepanović, Gavrilo Pajović, Haris Brkić, Dejan Radonjić, Blagota Sekulić, Dragan Vukčević, Balsa Radunović, Vladimir Kuzmanović, Nikola Bulatovic, Dejan Tomašević y Milenko Topić. El entrenador fue Miroslav Nikolić.
Budućnost ganó su primer "doblete" en la temporada 2000-01. La Final a 8 de la Copa Yugoslava de Baloncesto se llevó a cabo en Vršac. En cuartos de final vencieron al Hemofarm, en las semifinales derrotaron al KK Lovćen y en la final se impusieron al KK Partizan, jugando también contra ellos en la final de los play-off. En la moderna Euroliga el equipo se clasificó otra vez para el Top 16. Plantilla: Bojan Bakić, Haris Brkić (fue al KK Partizan a la mitad de la temporada), Sasa Obradovic, Dejan Radonjić, Igor Rakočević, Blagota Sekulić, Dragan Vukčević, Balsa Radunović, Vladimir Kuzmanović, Dejan Milojević, Dejan Tomašević, Milenko Topić y Jerome James. El entrenador del equipo fue Bogdan Tanjević (el equipo fue dirigido por Miroslav Nikolić durante tres meses en la primera mitad de la temporada).

### Últimos años (2002-actualidad)
A pesar de ser un período más tranquilo, Budućnost participó en la Copa ULEB, aunque perdió las rondas de eliminación en 2004 y 2005. Buducnost llegó a las semifinales de la Liga Yugoslava de Baloncesto en su última aparición en la competición. Buducnost se convirtió naturalmente, en el equipo a batir de la nueva Liga Montenegrina de Baloncesto, ya que ha ganado diez títulos consecutivos desde 2007 con un récord de 89-1 en los cinco primeros años - que dice mucho acerca de su dominio. Budućnost estuvo a punto de llegar a la Final-Four de la ABA Liga en la temporada 2009-2010 y se quedó a un paso de clasificarse para la Eurocup, puesto que perdió en la ronda de clasificación contra el Brose Baskets por tan solo un punto en casa y fuera. En la temporada 2010-11, Budućnost no pudo pasar la ronda de clasificación para la Euroliga y no tuvo un buen año en la Eurocup, pero una vez más ganó la Liga Montenegrina de Baloncesto y la Copa de baloncesto de Montenegro. También llegó a la Final-Four de la ABA Liga, donde perdió por 62-58 contra el KK Partizan. Actualmente, Budućnost está compitiendo en la Liga Montenegrina de Baloncesto, en la ABA Liga y en la Eurocup. Desde 2011, la cadena de supermercados montenegrina VOLI, ha sido el patrocinador principal del club, convirtiéndose su propietario, Dragan Bokan, en presidente del club.

## Posiciones en liga
| Temporada | Nivel | Liga        | Pos. | Copa Montenegro | ABA Liga     | Competiciones europeas | Competiciones europeas | Entrenador        |
| --------- | ----- | ----------- | ---- | --------------- | ------------ | ---------------------- | ---------------------- | ----------------- |
| 2006–07   | 1     | Prva A Liga | 1º   | Campeón         | 5.ª posición |                        | —                      | Dejan Radonjić    |
| 2007–08   | 1     | Prva A Liga | 1º   | Campeón         | 6.ª posición | 2 ULEB Cup             | R32                    | Dejan Radonjić    |
| 2008–09   | 1     | Prva A Liga | 1º   | Campeón         | 6.ª posición | 2 Eurocup              | RS                     | Dejan Radonjić    |
| 2009–10   | 1     | Prva A Liga | 1º   | Campeón         | 5.ª posición | 3 EuroChallenge        | L16                    | Dejan Radonjić    |
| 2010–11   | 1     | Prva A Liga | 1º   | Campeón         | 4ª posición  | 2 Eurocup              | RS                     | Dejan Radonjić    |
| 2011–12   | 1     | Prva A Liga | 1º   | Campeón         | 4ª posición  | 2 Eurocup              | QF                     | Dejan Radonjić    |
| 2012–13   | 1     | Prva A Liga | 1º   | Finalista       | 5.ª posición | 2 Eurocup              | QF                     | Dejan Radonjić    |
| 2013–14   | 1     | Prva A Liga | 1º   | Campeón         | 5.ª posición | 2 Eurocup              | RS                     | Igor Jovović      |
| 2014–15   | 1     | Prva A Liga | 1º   | Champion        | 3ª posición  | 2 Eurocup              | L32                    | Igor Jovović      |
| 2015–16   | 1     | Prva A Liga | 1º   | Campeón         | 3ª posición  | 2 Eurocup              | RS                     | Luka Pavićević    |
| 2016–17   | 1     | Prva A Liga | 1º   | Campeón         | 4ª posición  | 2 EuroCup              | RS                     | Ilias Zouros      |
| 2017–18   | 1     | Prva A Liga | 2º   | Campeón         | Campeón      | 2 EuroCup              | QF                     | Aleksandar Džikić |

Fuente: Eurobasket.com
1. ↑  No se clasificó para la EuroCup
2. ↑  No se clasificó para la Euroliga
3. ↑  No se clasificó para la Euroliga

## KK Budućnost en la ABA Liga
| - 2002: 9º - 2003: No la disputó - 2004: 5º - 2005: 14º - 2006: No la disputó - 2007: 5º | - 2008: 6º - 2009: 6º - 2010: 5º - 2011: 3º - 2012: 4º |

| Equipo              | 2012/2013     | 2013/2014     | 2014/2015                                             | 2015/2016                     | 2016/2017    |
| Cedevita            | 74-78 / 84-75 | 64-60 / 76-71 | 70-80 / 80-70 / 82-81 / 81-76 / 85-57 / 88-85 / 70-66 | 76-66 / 57-81                 |              |
| Cibona              | 60-64 / 60-73 | 79-72 / 65-55 | 101-79 / 67-84                                        | 78-68 / 69-91                 |              |
| Crvena Zvezda       | 72-63 / 79-63 | 62-60 / 74-64 | 76-77 / 83-69                                         | 68-54 / 83-62                 |              |
| FMP                 | No participó  | No participó  | No participó                                          | No participó                  |              |
| Igokea              | 76-71 / 70-61 | 74-63 / 75-68 | 87-72 / 62-70                                         | 89-74 / 76-86                 |              |
| Krka                | 74-66 / 51-66 | 70-68 / 60-57 | 82-77 / 81-90                                         | 81-65 / 78-84                 |              |
| Levski              | No participó  | No participó  | 20-0 / 75-92                                          | No participó                  | No participó |
| Mega Leks           | No participó  | 83-76 / 92-86 | 88-80 / 96-84                                         | 71-56 / 81-83 / 81-85 / 76-75 |              |
| Metalac             | No participó  | No participó  | 65-61 / 70-69                                         | 83-72 / 61-67                 | No participó |
| Mornar              | No participó  | No participó  | No participó                                          | No participó                  |              |
| MZT Skopje Aerodrom | 87-71 / 69-76 | 87-79 / 78-71 | 96-69 / 65-81                                         | 65-55 / 68-72                 |              |
| Partizan            | 62-81 / 63-50 | 61-65 / 72-65 | 85-79 / 61-72                                         | 78-65 / 86-77                 |              |
| Radnički            | 80-78 / 78-63 | 79-85 / 72-86 | No participó                                          | No participó                  | No participó |
| Široki              | 65-57 / 70-76 | 85-68 / 67-81 | No participó                                          | No participó                  | No participó |
| Split               | 66-47 / 71-69 | No participó  | No participó                                          | No participó                  | No participó |
| Sutjeska            | No participó  | No participó  | No participó                                          | 89-87 / 92-91                 | No participó |
| Szolnoki Olaj       | 88-63 / 50-75 | 86-77 / 75-84 | 75-68 / 72-81                                         | No participó                  | No participó |
| Tajfun              | No participó  | No participó  | No participó                                          | 81-61 / 61-80                 | No participó |
| Union Olimpija      | 79-75 / 95-92 | 76-78 / 69-73 | 76-61 / 77-66                                         | 89-77 / 63-67                 | No participó |
| Zadar               | 76-60 / 60-72 | 90-68 / 57-64 | 71-63 / 61-73                                         | 78-47 / 52-65                 |              |
| Posición            | 5º            | 5º            | 3º                                                    | 3º                            |              |
| Resultado           | (16-10)       | (15-11)       | (21-10)                                               | (23-5)                        |              |

## KK Budućnost en competiciones europeas
EuroCup 1996-97
| Fase de grupos | Türk Telekom | KK Budućnost         | 90-82  | 62-53   |
| Fase de grupos | KK Budućnost | Scaligera Basket     | 66-70  | 85-75   |
| Fase de grupos | KK Budućnost | BC Marc              | 77-81  | 103-101 |
| Fase de grupos | KK Budućnost | Haribo London Towers | 103-96 | 71-58   |
| Fase de grupos | Vita         | KK Budućnost         | 104-86 | 93-56   |

Copa Korać 1997-98
| Fase de grupos | KK Budućnost   | Slavia Vis-II       | 94-78 | 83-97 |  |
| Fase de grupos | KK Budućnost   | Darüssafaka Dernegi | 69-64 | 68-59 |  |
| Fase de grupos | Strumica Tabac | KK Budućnost        | 71-90 | 97-70 |  |
| Last-32        | KK Budućnost   | Lietuvos Rytas      | 83-69 | 69-61 |  |
| Top 16         | Radio Korasidi | KK Budućnost        | 76-57 | 78-60 |  |

Copa Saporta 1998-99
| Fase de grupos   | KK Budućnost     | Hapoel Eilat         | 75-80 | 76-78 |  |
| Fase de grupos   | KK Budućnost     | ASK Brocēni          | 87-84 | 86-78 |  |
| Fase de grupos   | Pamesa Valencia  | KK Budućnost         | 78-68 | 71-78 |  |
| Fase de grupos   | Zepter Idea      | KK Budućnost         | 68-70 | 89-82 |  |
| Fase de grupos   | UKJ Süba         | KK Budućnost         | 66-69 | 95-69 |  |
| Last-32          | AEK              | KK Budućnost         | 66-61 | 74-63 |  |
| Octavos de final | KK Budućnost     | Slovakofarma Pezinok | 86-68 | 81-85 |  |
| Cuartos de final | KK Budućnost     | Tofaş                | 67-65 | 64-82 |  |
| Semifinales      | Benetton Treviso | KK Budućnost         | 76-60 | 0-20  |  |

Euroleague 1999-00
| Fase de grupos (1ª Fase) | KK Budućnost      | ÉB Pau-Orthez  | 68-71 | 68-72 |       |  |
| Fase de grupos (1ª Fase) | Cibona            | KK Budućnost   | 69-63 | 95-90 |       |  |
| Fase de grupos (1ª Fase) | Efes Pilsen       | KK Budućnost   | 73-67 | 86-80 |       |  |
| Fase de grupos (1ª Fase) | KK Budućnost      | Paf Wennington | 75-83 | 72-73 |       |  |
| Fase de grupos (1ª Fase) | Caja San Fernando | KK Budućnost   | 75-73 | 88-65 |       |  |
| Fase de grupos (2ª Fase) | KK Budućnost      | Maccabi Elite  | 59-67 | 74-60 |       |  |
| Fase de grupos (2ª Fase) | Olympiacos        | KK Budućnost   | 89-61 | 82-70 |       |  |
| Fase de grupos (2ª Fase) | KK Budućnost      | ASVEL Lyon     | 59-65 | 57-83 |       |  |
| Top 16                   | Panathinaikos     | KK Budućnost   | 65-59 | 77-64 | 78-61 |  |

Euroliga 2000-01
| Fase de grupos | KK Budućnost         | FC Barcelona | 77-85 | 92-75  |  |
| Fase de grupos | Opel Skyliners       | KK Budućnost | 79-94 | 79-73  |  |
| Fase de grupos | Haribo London Towers | KK Budućnost | 88-95 | 101-83 |  |
| Fase de grupos | KK Budućnost         | PAOK         | 83-71 | 89-72  |  |
| Fase de grupos | Muller Verona        | KK Budućnost | 86-91 | 77-73  |  |
| Top 16         | Real Madrid          | KK Budućnost | 91-63 | 62-76  |  |

Euroliga 2001-02
| Fase de grupos | KK Budućnost    | Real Madrid     | 72-82  | 90-71  |
| Fase de grupos | Skipper Bologna | KK Budućnost    | 109-79 | 70-86  |
| Fase de grupos | KK Budućnost    | CSKA Moscú      | 72-103 | 88-83  |
| Fase de grupos | Panathinaikos   | KK Budućnost    | 91-82  | 72-84  |
| Fase de grupos | ÉB Pau-Orthez   | KK Budućnost    | 87-90  | 77-79  |
| Fase de grupos | KK Budućnost    | Krka Novo Mesto | 77-72  | 101-74 |
| Fase de grupos | Zadar           | KK Budućnost    | 88-79  | 110-97 |

Euroliga 2002-03
| Fase de grupos | Panathinaikos  | KK Budućnost      | 87-71   | 84-92  |
| Fase de grupos | KK Budućnost   | Unicaja Málaga    | 72-78   | 87-75  |
| Fase de grupos | Union Olimpija | KK Budućnost      | 83-71   | 81-100 |
| Fase de grupos | KK Budućnost   | TAU Cerámica      | 71-81   | 103-86 |
| Fase de grupos | KK Budućnost   | Žalgiris          | 106-102 | 101-85 |
| Fase de grupos | Maccabi Elite  | KK Budućnost      | 107-86  | 80-89  |
| Fase de grupos | KK Budućnost   | Montepaschi Siena | 91-75   | 112-49 |

Copa ULEB 2003-04
| Fase de grupos | KK Budućnost           | EiffelTowers | 103-100 | 88-91 |
| Fase de grupos | Adecco Estudiantes     | KK Budućnost | 90-77   | 71-84 |
| Fase de grupos | Makedonikos            | KK Budućnost | 87-75   | 85-74 |
| Fase de grupos | KK Budućnost           | Le Mans      | 85-81   | 78-67 |
| Fase de grupos | BS Energy Braunschweig | KK Budućnost | 73-71   | 95-80 |

Copa ULEB 2004-05
| Fase de grupos | ALBA Berlín    | KK Budućnost         | 86-70  | 95-85 |
| Fase de grupos | KK Budućnost   | Spirou Charleroi     | 82-68  | 63-56 |
| Fase de grupos | KK Budućnost   | Debreceni Vadkakasok | 91-89  | 82-72 |
| Fase de grupos | BCM Gravelines | KK Budućnost         | 108-75 | 81-89 |
| Fase de grupos | KK Budućnost   | PAOK                 | 104-98 | 92-75 |

Copa ULEB 2007-08
| Fase de grupos | KK Budućnost      | Triumph Lyubertsy  | 66-75 | 75-65 |  |
| Fase de grupos | Antwerp Giants    | KK Budućnost       | 76-79 | 76-65 |  |
| Fase de grupos | Benetton Fribourg | KK Budućnost       | 73-82 | 74-63 |  |
| Fase de grupos | KK Budućnost      | Hapoel Galil Elyon | 93-68 | 82-81 |  |
| Fase de grupos | Swans Gmunden     | KK Budućnost       | 72-79 | 86-60 |  |
| Last-32        | Hemofarm Stada    | KK Budućnost       | 82-56 | 78-73 |  |

Eurocup 2008-09
| Fase de grupos | ČEZ Nymburk  | KK Budućnost     | 75-70 | 63-66 |
| Fase de grupos | KK Budućnost | Iurbentia Bilbao | 65-67 | 69-66 |
| Fase de grupos | KK Budućnost | Hemofarm Stada   | 70-59 | 89-85 |

Eurocup 2009-10 / EuroChallenge 2009-10
| Fase Previa    | Brose Baskets         | KK Budućnost    | 64-61 | 67-65 |  |
| Fase de grupos | BCM Gravelines        | KK Budućnost    | 70-59 | 74-82 |  |
| Fase de grupos | KK Budućnost          | Lokomotiv Kuban | 61-49 | 56-69 |  |
| Fase de grupos | KK Budućnost          | BG Göttingen    | 92-84 | 74-80 |  |
| Last-16        | KK Budućnost          | Élan Chalon     | 76-79 | 87-59 |  |
| Last-16        | Scavolini Spar Pesaro | KK Budućnost    | 90-77 | 90-87 |  |
| Last-16        | KK Budućnost          | APOEL           | 89-76 | 81-76 |  |

Eurocup 2010-11
| Fase de grupos | Šiauliai     | KK Budućnost      | 76-97 | 83-66 |
| Fase de grupos | KK Budućnost | Gran Canaria 2014 | 66-90 | 62-60 |
| Fase de grupos | Budivelnik   | KK Budućnost      | 70-56 | 69-54 |

Eurocup 2011-12
| Fase de grupos   | KK Budućnost         | PGE Turów              | 75-50 | 73-78 |  |
| Fase de grupos   | ALBA Berlín          | KK Budućnost           | 86-68 | 57-72 |  |
| Fase de grupos   | Belfius Mons-Hainaut | KK Budućnost           | 66-53 | 85-78 |  |
| Last-16          | KK Budućnost         | Spartak St. Petersburg | 57-65 | 70-64 |  |
| Last-16          | Krka Novo Mesto      | KK Budućnost           | 64-69 | 63-58 |  |
| Last-16          | Banvit               | KK Budućnost           | 68-61 | 83-73 |  |
| Cuartos de final | KK Budućnost         | Valencia Basket        | 75-71 | 85-63 |  |

Eurocup 2012-13
| Fase de grupos   | Uxue Bilbao Basket   | KK Budućnost      | 85-78 | 66-68 |  |
| Fase de grupos   | KK Budućnost         | Lukoil Academic   | 75-72 | 55-74 |  |
| Fase de grupos   | Belfius Mons-Hainaut | KK Budućnost      | 53-66 | 59-55 |  |
| Last-16          | KK Budućnost         | Triumph Lyubertsy | 90-69 | 76-66 |  |
| Last-16          | Banvit               | KK Budućnost      | 89-80 | 66-50 |  |
| Last-16          | Budivelnik           | KK Budućnost      | 75-79 | 75-77 |  |
| Cuartos de final | KK Budućnost         | Lokomotiv Kuban   | 54-72 | 90-65 |  |

Eurocup 2013-14
| Fase de grupos | PAOK            | KK Budućnost                | 85-84 | 69-75 |
| Fase de grupos | KK Budućnost    | Aykon TED Ankara Kolejliler | 80-73 | 81-75 |
| Fase de grupos | Nizhny Novgorod | KK Budućnost                | 83-62 | 88-91 |
| Fase de grupos | KK Budućnost    | Alba Fehérvár               | 67-61 | 82-80 |
| Fase de grupos | Khimik Yuzhne   | KK Budućnost                | 84-76 | 91-87 |

Eurocup 2014-15
| Fase de grupos | Ventspils              | KK Budućnost              | 82-75 | 87-69  |
| Fase de grupos | KK Budućnost           | Pınar Karşıyaka           | 79-82 | 86-78  |
| Fase de grupos | Stelmet Zielona Góra   | KK Budućnost              | 76-90 | 100-85 |
| Fase de grupos | KK Budućnost           | Lokomotiv Kuban           | 63-77 | 79-76  |
| Fase de grupos | PAOK                   | KK Budućnost              | 80-60 | 76-81  |
| Last-32        | KK Budućnost           | Banvit                    | 68-74 | 87-74  |
| Last-32        | Herbalife Gran Canaria | KK Budućnost              | 92-69 | 83-88  |
| Last-32        | KK Budućnost           | Banco di Sardegna Sassari | 93-86 | 87-70  |

Eurocup 2015-16
| Fase de grupos | KK Budućnost             | Banvit       | 83-70 | 76-68 |
| Fase de grupos | Aris                     | KK Budućnost | 75-57 | 75-56 |
| Fase de grupos | Trabzonspor Medical Park | KK Budućnost | 75-71 | 79-82 |
| Fase de grupos | KK Budućnost             | UNICS Kazan  | 73-63 | 91-77 |
| Fase de grupos | Steaua CSM EximBank      | KK Budućnost | 81-75 | 89-56 |

Eurocup 2016-17
| Fase de grupos | UCAM Murcia           | KK Budućnost     | - | - |
| Fase de grupos | KK Budućnost          | Unicaja Málaga   | - | - |
| Fase de grupos | MZT Skopje Aerodrom   | KK Budućnost     | - | - |
| Fase de grupos | Zenit San Petersburgo | KK Budućnost     | - | - |
| Fase de grupos | KK Budućnost          | FC Bayern Munich | - | - |

## Palmarés

### Liga
- Erste Liga

-   -  Campeones (13): 2007, 2008, 2009, 2010, 2011, 2012, 2013, 2014, 2015, 2016, 2017, 2019, 2021

- YUBA Liga

-   -  Campeones (3): 1999, 2000, 2001

-   - Subcampeones (1): 2002

### Copas
- Copa Montenegrina

-   -  Campeones (15): 2007, 2008, 2009, 2010, 2011, 2012, 2014, 2015, 2016, 2017, 2018, 2019, 2020, 2021, 2022

Subcampeones (1): 2013
- Copa Yugoslava

-   -  Campeones (3): 1996, 1998, 2001

-   - Subcampeones (1): 2002

### Internacional
- Euroliga:
  - Top 16 (2): 1999–00, 2000–01
- Eurocup
  - Cuartos de Final (4): 2011–12, 2012-13, 2017-18, 2020-21
- Copa Saporta
  - Semifinales (1): 1999
- Copa Korać
  - Top 16 (1): 1998

### Regional
- ABA Liga

-   -  Campeones (1): 2018

-   - Subcampeones (1): 2019, 2021

## Jugadores destacados
| - Aleks Marić - Nemanja Gordić - Milan Milošević - Elmir Nisić - Željko Topalović - Pavlin Ivanov - Devoe Joseph - Dino Butorac - Davor Pejčinović - Darko Planinić - Gintaras Kadžiulis - Ivan Todorović - Bojan Bakić - Boris Bakić - Filip Barović - Vladimir Dašić - Savo Đikanović - Nemanja Đurišić - Aleksandar Dozic - Vladimir Dragičević - Bojan Dubljević - Nemanja Gavranić - Aleksa Ilić - Duško Ivanović - Nikola Ivanović - Ivan Jelenić - Goran Jeretin - Vojislav Jovanović - Ivan Koljević - Miloš Komatina | - Igor Lutersek - Miloš Mandić - Ivan Maraš - Vladimir Mihailović - Nemanja Milošević - Danilo Nikolić - Zoran Nikolic - Miki Novović - Đuro Ostojić - Gavrilo Pajović - Luka Pavićević - Bojan Pelkić - Aleksa Popović - Dejan Radonjić - Nemanja Radović - Balša Radunović - Petar Raicković - Žarko Rakočević - Mladen Šekularac - Blagota Sekulić - Marko Sekulić - Vlado Šćepanović - Nemanja Vranješ - Nikola Vučević - Jeleel Akindele - Nemanja Arnautović - Milivoje Božović - Duško Bunić - Bojan Dodik - Tadija Dragićević | - Vladislav Dragojlović - Nemanja Jaramaz - Nikola Jestratijević - Bojan Krstović - Marko Lekić - Marko Ljubičić - Vladimir Micov - Dejan Milojević - Strahinja Milošević - Nenad Mišanović - Aleksandar Mitrović - Nikola Otašević - Ivan Paunić - Miljan Pavković - Marko Peković - Nemanja Protić - Darko Radošević - Igor Rakočević - Marko Šćekić - Marko Simonović - Aleksandar Smiljanić - Vladimir Tica - Čedomir Vitkovac - Dragan Vukićević - Alexander Okunsky - Dee Bost - Matt Bouldin - Andre Brown - John Brown - Troy Coleman | - William Coleman - Shannon Crooks - Acie Earl - Jerome James - Julius Jenkins - Michael Jenkins - Walsh Jordan - Doron Lamb - J.R. Reynolds - Will Sheehey - Justin Doellman - Marcus Williams - Dragan Basaric - Goran Bojanić - Goran Bošković - Haris Brkić - Nikola Bulatović - Goran Ćakić - Dragan Ćeranić - Marko Ivanović - Uros Ivanović - Zoran Jovanović - Saša Obradović - Žarko Paspalj - Stevan Peković - Saša Radunović - Bogdan Tanjević - Dejan Tomašević - Milenko Topić - Dragan Vukčević - Sead Šehović | - Suad Šehović - Hasan Rizvić - Aleksej Nešović - Veselin Petrović - Jermaine Anderson - Robert Rikić - Nenad Mijatović - Miloš Paravinja - Selim Saygın - Vladimir Kuzmanović - Aleksandar Pavlović - Bojan Subotić - Slavko Vraneš - Aleksandar Ćapin - Nikola Bulajić - Siniša Kovačević - Vojo Rusic - Nenad Zivčević - Žarko Čabarkapa - Boris Savović - Slobodan Tošić - Gerald Lee - Tony Stanley - Bryan Bailey - Omar Cook - Halil Kanačević |

## Entrenadores
| - Rusmir Halilović - Vlade Đurović (1984-1985) - Milutin Petrović (1985-1986) - Miodrag Baletić (1988–1991, 2002–2004) - Miroslav Nikolić (1998-2001) - Bogdan Tanjević (2001) - Zoran Sretenović (2001) - Darko Ruso | - Zvezdan Mitrović - Zoran Martič - Dejan Radonjić (2006-2013) - Igor Jovović (2013-2015) - Luka Pavićević (2015-2016) - Vlado Šćepanović (2016-) |

## Jugadores de Budućnost que han jugado en la NBA
| - Žarko Paspalj - San Antonio Spurs (1989-1990) - Acie Earl - Boston Celtics (1993-1995), Toronto Raptors (1995-1997), Milwaukee Bucks (1997) - Jerome James - Sacramento Kings (2000), Seattle Supersonics (2001-2005), New York Knicks (2005-2009) - Igor Rakočević - Minnesota Timberwolves (2002-2003) - Žarko Čabarkapa - Phoenix Suns (2003-2005) / Golden State Warriors (2005-2006) - Aleksandar Pavlović - Utah Jazz (2003-2004), Cleveland Cavaliers (2004-2009), Minnesota Timberwolves (2009-2010), Dallas Mavericks (2011), New Orleans Hornets (2011), Boston Celtics (2011-2012), Portland Trail Blazers (2012-2013) - Slavko Vraneš - Portland Trail Blazers (2004) - Marcus Williams - New Jersey Nets (2006-2008), Golden State Warriors (2008-2009), Memphis Grizzlies (2009-2010) - Andre Brown - Seattle Supersonics (2007), Memphis Grizzlies (2007-2008), Charlotte Bobcats (2008) - Doron Lamb - Milwaukee Bucks (2012-2013) / Orlando Magic (2013-2014) - Nikola Vučević Philadelphia 76ers (2011-2012) / Orlando Magic (2012-presente) |

## Patrocinadores
| Patrocinador Oficial            | VOLI                |
| Fabricante de la Ropa Deportiva | Luanvi              |
| Emisora Oficial                 | RTCG                |
| Aerolínea Oficial               | Montenegro Airlines |